# Sicard VII de Lautrec
Pour les articles homonymes, voir Sicard de Lautrec.
Sicard VII de Lautrec (vers 1235 ou 1248 - 1301), est vicomte de Lautrec, de 1258 à 1277.

## Biographie
Membre de la famille de Lautrec, Sicard VII nait vers 1235 voire en 1248, selon les sources. Il est le fils unique de Bertrand Ier de Lautrec. Lorsque ce dernier meurt en Terre Sainte en 1258, où il s'était rendu en croisade sur ordre du roi Saint-Louis pour expier le meurtre d'un noble lautrecois, Sicard VII hérite de la vicomté de Lautrec. Néanmoins, il n'en possède que la moitié c'est-à-dire « le nord et le cœur du Lautrécois avec le riche fief des évêques de Cahors, la seigneurie de Paulin au nord-est, ainsi que les villages de Saint-Julien-du-Puy et de Ganoubre, la bastide de Moulayrès et le château de Brametourte » car il doit partager les terres avec ses cousins. Cette disposition de la vicomté est ainsi depuis que son grand-père Frotard III de Lautrec a scindé le domaine entre ses deux fils. 
En 1277, il aurait émancipé son fils aîné, Bertrand III de Lautrec, en lui faisant don de la vicomté. Il en garde tout de même l'usufruit. En 1286, il fait don à sa sœur Sybille de Lautrec, abbesse de Vielmur, de ses droits sur les habitants du Fort et de Vielmur. Quatre années plus tard, en 1290, il lui offre aussi ses droits sur les habitants de Frejeuile (sûrement Fréjeville). 
Sicard VII meurt finalement en 1301, avant d'être inhumé en l'abbaye Notre-Dame de la Sagne de Vielmur, établissement religieux fondé par son aïeul Isarn II de Lautrec, et dirigée alternativement par deux de ses sœurs, Comtors puis Sybille.

## Lignée
Sicard VII de Lautrec est le seul fils et unique héritier de Bertrand Ier, mais il a tout de même trois sœurs : 
- Armoise de Lautrec, qui aurait été amie avec Isabelle de France, fille de Louis VIII ;
- Comtors de Lautrec, abbesse de Vielmur de 1256 à 1286 ;
- Sybille de Lautrec, abbesse de Vielmur de 1286 à 1309.

Quant à lui, il se serait marié deux fois, et a de nombreux enfants et plusieurs héritiers, entre lesquels il dilapide son patrimoine seigneurial :
- Bertrand III de Lautrec, qui hérite de la vicomté de Lautrec à sa mort ;
- Philippe de Lautrec, mort à l'âge de trois ans ;
- Jean de Lautrec, archidiacre de Béziers ;
- Guillaume de Lautrec, seigneur de Brassac-de-Belfortès, titre dont il hérite de son père ;
- Jeanne de Lautrec ;
- Sicard de Lautrec, qui obtient les seigneuries de Paulin et de Janes, ainsi que les terres de Saint-Julien-du-Puy et de Moulayrès ;
- Agnès de Lautrec.